# 加速原理
加速原理（英語：Acceleration Principle）指政府购买增长使计划支出增加，由此使总收入增加。而总收入增加又提高消费，进而使计划支出增加又造成总收入增加。如此往复，最终使总收入以一定的倍数增加。